# أوليفييرا دي فاتيما
أوليفييرا دي فاتيما بلدية في ولاية توكانتينس في المنطقة الشمالية من البرازيل.